# La mia casa è dove sono
La mia casa è dove sono è un'autobiografia scritta da Igiaba Scego e pubblicata nel 2010.

## Storia editoriale
Nel libro Igiaba Scego parla delle differenze e delle similitudini tra Roma, la città in cui vive e Mogadiscio, capitale della Somalia, da dove proviene la sua famiglia. La scrittrice parla delle difficoltà che la sua famiglia, come tutti i somali ha dovuto sopportare nel periodo coloniale e post-coloniale.
Il filone principale del racconto sono i ricordi della scrittrice a Roma, ma ci sono vari excursus sulla storia della famiglia di Igiaba (il padre era un importante politico somalo, che ha trasmesso alla figlia l'amore per Roma e che ha scelto l'esilio nell'Urbe dopo il colpo di stato di Siad Barre), e sulla Somalia nei suoi vari periodi (pre-coloniale, coloniale, post-coloniale, Somalia indipendente, Repubblica Democratica Somala e Somalia oggi).

## Trama
L'autrice parla delle favole che le venivano raccontate da piccola da sua madre, favole splatter per lo più, di come queste favole si rifacciano all'infanzia della madre, nata in Somalia e cresciuta come nomade, e qui cominciano le prime similitudini tra Africa ed Europa, infatti Igiaba paragona le favole somale alle favole dei fratelli Grimm citando in particolare Biancaneve.
La storia comincia in un normale pomeriggio in cui la famiglia di Igiaba si riunisce e lei, suo nipote, suo fratello e suo cugino si riuniscono intorno al tavolo e dopo una discussione tra questi due su chi conoscesse meglio la città di Mogadiscio, cominciano a disegnarla; si forma così una mappa di ricordi, visto che i luoghi disegnati non esistono più, spazzati via dalla guerra civile e dal regime di Siad Barre. Dopo averla completata giunge la madre di Igiaba che dice alla figlia che la mappa non è completa, manca infatti la sua parte.
Igiaba, che non aveva mai visto Mogadiscio rimane spiazzata e riesce a trovare la risposta solo dopo molto tempo, comincia quindi a disegnare i luoghi della sua infanzia: il Teatro Sistina, Piazza Santa Maria sopra Minerva, la stele di Axum, la Stazione Termini, Trastevere e lo Stadio Olimpico. 

## Edizioni
- Igiaba Scego, La mia casa è dove sono, Rizzoli, Milano 2010
- Igiaba Scego, La mia casa è dove sono, Loescher, Torino 2012